# Geraldo Bretas
José Geraldo Bretas (Uberaba, 17 de maio de 1914 – São Paulo, 6 de janeiro de 1981) foi um locutor e comentarista esportivo brasileiro.
Trabalhou na rádio e TV Tupi da cidade de São Paulo, pertencentes ao grupo Diários Associados.